# مایکل زیمر (بازیکن فوتبال)
سید امیرعباس روغنی نیری(به انگلیسی : Seyed AmirAbbas Rogani Niriزادهٔ ۲۴ مارس ۲۰۰۴) بازیکن فوتبال اهل ایران است.
بازیکن فعلی تیم جوانان پاکدامن پاتایا